# Can Gommar
Can Gommar és un mas del veïnat de Casamor, al municipi de Cabanelles (Alt Empordà), inclòs en l'Inventari del Patrimoni Arquitectònic de Catalunya.
Segons el Pla Especial d'identificació i regulació de masies i cases rurals de l'ajuntament de Cabanelles Can Gommar és una edificació formada per un cos original del segle xv i tres més corresponents al segle xviii, amb reformes i ampliacions posteriors. A la llinda d'una finestra es pot apreciar la data de 1670, testimoni de l'any d'una de les reformes.
Masia de grans dimensions formada per diversos cossos adossats i aïllats i una era, que li proporcionen una planta més o menys rectangular. L'edifici principal és rectangular, amb la coberta de teula i distribuït en planta baixa i dos pisos. Està coronat amb un altell de recent construcció i presenta una terrassa adossada a la façana de ponent. La construcció presenta obertures rectangulars bastides en maons o bé amb els emmarcaments arrebossats. De la façana principal, orientada a llevant, destaca el portal rectangular i amb l'emmarcament de pedra.
Adossat en perpendicular a l'extrem de tramuntana del parament hi ha l'altre edifici, de planta rectangular i format per dos cossos adossats, amb les cobertes d'un i dos vessants i distribuïts en planta baixa i pis. La façana principal està orientada a migdia, davant de l'era que enllaça els dos edificis principals. Presenta obertures rectangulars reformades i un portal d'accés d'arc rebaixat bastit en maons. Al costat hi ha un gran annex obert que fa les funcions de magatzem. De la façana de llevant d'aquesta construcció cal destacar una finestra emmarcada en pedra, amb la llinda gravada amb una inscripció il·legible datada al segle xvii. El sector oest del conjunt es completa amb petites edificacions auxiliars i un mur de tanca que crea un espai de barri interior. S'hi accedeix mitjançant dues obertures, una de mig punt a la banda nord i una altra d'arc rebaixat a la banda de migdia, ambdues bastides en maons.
En general, la construcció és bastida amb pedra sense treballar lligada amb abundant morter de calç. A les cantonades hi ha carreus desbastats.